# Malcolm Max
Malcolm Max – seria niemieckich słuchowisk i komiksów autorstwa Petera Mennigena.

## Fabuła
Seria dotyczy Malcolma Maxa, żyjącego w wiktoriańskim Londynie pod koniec XIX wieku łowcy demonów, który walczy z siłami nadprzyrodzonymi w służbie tajnej loży Custodes Lucis. Jest wspierany przez wampirzycę Charismę Myszkinę pochodzącą z wschodnioeuropejskiego arystokratycznego rodu wampirów.
Pierwsze siedem słuchowisk radiowych tworzy cykl Schwarzen Engel (pol. Czarny anioł), w którym Malcolm i Charisma poznają się wzajemnie, a pochodzenie Malcoma zostaje ujawnione. Pierwszy komiks oparty jest na słuchowiskach radiowych.

## Tło powstania
W 2008 roku wydawnictwo Tigerpress zaplanowało edycję komiksowych opowieści o duchach, do których chciało wyprodukować serię audycji radiowych jako dodatek. Peter Mennigen otrzymał zlecenie na opracowanie odpowiedniej serii, dostając dużą swobodę w projektowaniu. Mennigen wymyślił wtedy o postaci Malcolma Maxa.
Po opublikowaniu jedynie dwóch słuchowisk Tigerpress upadło w 2009 roku, a prawa do postaci należały do Mennigena. Joachim Otto z Romantruhe Audio skontaktował się z Graceland Studio, które wyprodukowało pierwsze dwa słuchowiska, i wyraził zainteresowanie kontynuowaniem serii. Od 2011 roku cykl słuchowisk jest kontynuowany w serii Geister-Schocker autorstwa Romantruhe Audio. Jako dodatek do nich zostały wydane trzy audiobooki.
W 2013 roku niemieckie wydawnictwo komiksowe Splitter rozpoczęło wydawanie komiksów z serii Malcolm Max. Za scenariusze ponownie odpowiada Peter Mennigen, a za rysunki Ingo Römling. Od 2016 roku seria komiksowa wychodzi w Polsce nakładem Scream Comics. 

## Publikacje

### Słuchowiska
| Nr | Tytuł i rok wydania oryginału        |
| -- | ------------------------------------ |
| 1  | Im Banne der Untoten (2008)          |
| 2  | Blutnächte in Whitechapel (2008)     |
| 3  | Tod in Paris (2011)                  |
| 4  | Venedig sehen und sterben (2012)     |
| 5  | Im Höllensumpf der Kannibalen (2012) |
| 6  | Totengeflüster (2013)                |
| 7  | Blutsbande (2015)                    |

### Audiobooki
| Nr | Tytuł i rok wydania oryginału |
| -- | ----------------------------- |
| 1  | Das Ultimatum (2012)          |
| 2  | Die Kammer (2013)             |
| 3  | Knochen (2015)                |

### Komiksy
| Tom | Tytuł i rok wydania polskiego | Tytuł i rok wydania oryginału |
| --- | ----------------------------- | ----------------------------- |
| 1   | Porywacze ciał (2016)         | Body Snatchers (2013)         |
| 2   | Zmartwychwstanie (2016)       | Auferstehung (2014)           |
| 3   | Zmrok (2017)                  | Nightfall (2016)              |
| 4   | Zatrucie krwi (2020)          | Blutrausch (2019)             |